# Les Fils de Teuhpu
Les Fils de Teuhpu est une fanfare ska français, originaire de la région parisienne. Leur musique intègre, autour d’une base ska, du jazz, du dub ou encore du punk rock et de la musique tzigane.

## Biographie
Le groupe est formé en région parisienne, . Au départ, le batteur, le banjoïste et le contrebassiniste du groupe tournaient avec MC Relou, lorsqu'à l'occasion d'un bœuf à Korn er pont (Bretagne) avec Tarace Boulba, autour d'une chaise musicale. De cette idée s'est créé les Fils de Teuhpu, qui tourne tant dans de grandes salles que dans de petits bars (le groupe se serait produit dans plus de 2 000 concerts en France).
En 2007, ils mettent en musique le court métrage La Maison démontable (One Week) ainsi que Sherlock Junior de Buster Keaton qu'ils jouent en live pendant la projection,.
En octobre 2021, ils participent au festival Le Pressoir de Targon, en Gironde.

## Membres

### Membres actuels
- Jean-louis « Bomokeur » Cianci — sousaphone, contrebasse, basse électrique
- Nicolas « Pumtchak » Petit  — batterie
- Rodolphe Sallès — trompette
- François Martin — trombone basse
- Manu Parent — saxophone baryton
- Cyril « Zorino » Dufay — banjo, guitare

### Anciens membres
- Benjamin Kurpisz — saxophone baryton
- Kader Hadi — banjo, guitare
- Gilles « Gésir » Cadoret — soubassophone, poubelle-basse, pelle électrique
- Ronan Guittier — banjo
- Frédéric Farrieu — saxophone

## Discographie

### Collaborations
- 2001 : Mano Negra Illegal - Patchuko Hop
- 2002 : Supersexy des Joyeux Urbains - Achète un chien
- 2013 :  Les Hurlements d'Léo ; Camping de Luxe